# Nyctibatrachus major
Nyctibatrachus major és una espècie de granota que viu a l'estat de Tamil Nadu (Índia).
Està amenaçada d'extinció per la pèrdua del seu hàbitat natural.